# Oscar Dronjak

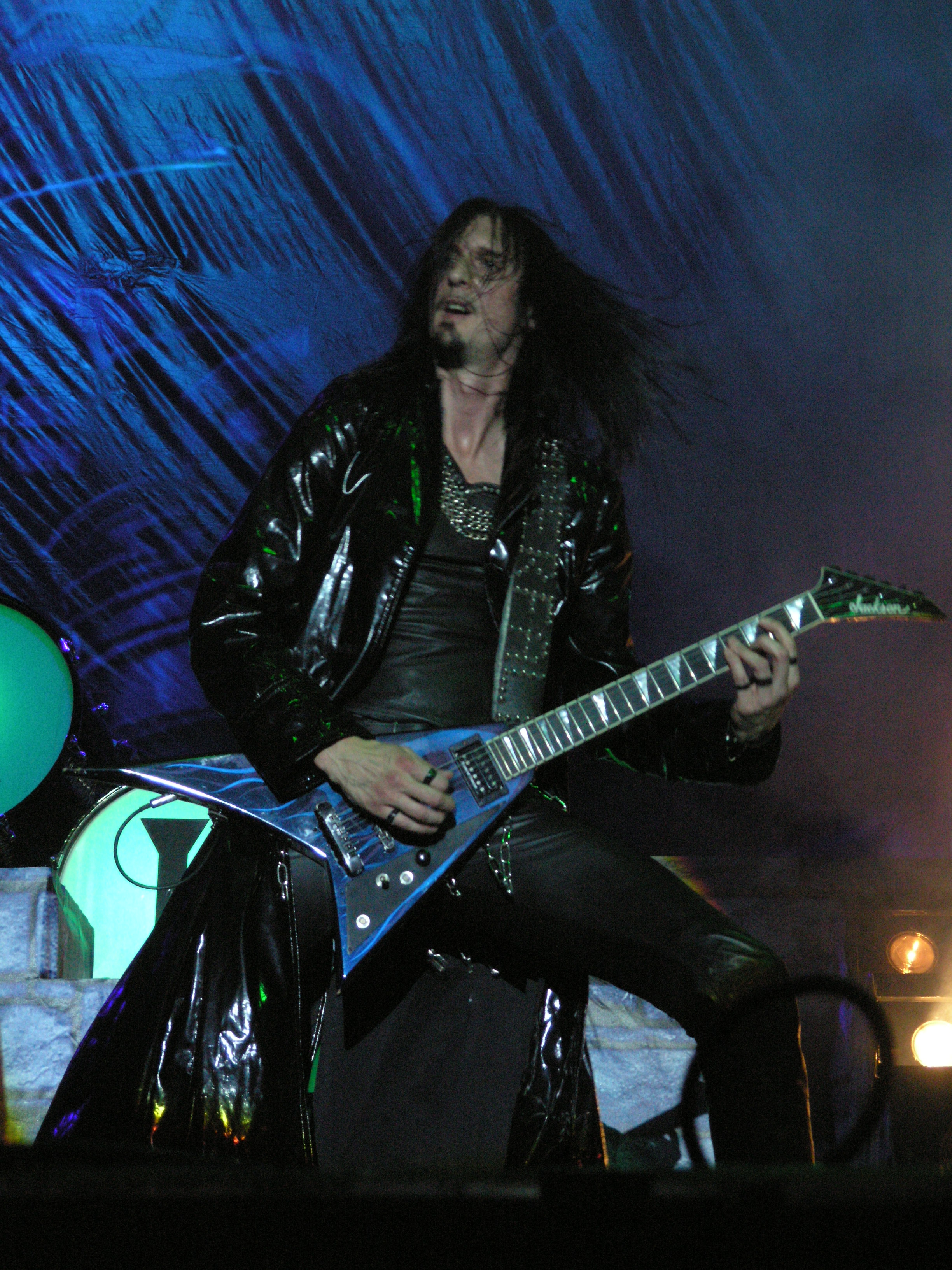
Oscar Dronjak med Hammerfall under Masters of Rock 2007.

Oscar Fredrick Dronjak, född 20 januari 1972 i Mölndal, är en svensk musiker.
Oscar Dronjak spelar elgitarr och sjunger körsång i heavy metal-bandet Hammerfall, som han startade 1993.
Han har varit med och skrivit cirka 65 låtar till Hammerfall, vilket är flest låtar av alla medlemmar i bandet. De flesta låtarna brukar skrivas av Oscar Dronjak och sångaren Joacim Cans. Han har även skrivit boken  Legenden om HammerFall.
Dronjaks far, som är av serbisk börd, kommer ursprungligen från Belgrad och hans mor från Göteborg. Han har två bröder, varav en är Daniel Dronjak.
Han är ett stort fan av det amerikanska heavy metal-bandet Twisted Sister, vilket avslöjades i Sweden Rock Magazine nummer 64.